# Cucuieți (okręg Plătărești)
Cucuieți – wieś w Rumunii, w okręgu Călărași, w gminie Plătărești. W 2011 roku liczyła 701 mieszkańców.